# مایکل تسه
مایکل تسه (انگلیسی: Michael Tse؛ زادهٔ ۱۵ ژوئیه ۱۹۶۷) خواننده، مجری و بازیگر اهل هنگ کنگ است.
از فیلم‌ها یا مجموعه‌های تلویزیونی که وی در آن‌ها نقش داشته است، می‌توان به علائم خشم اشاره نمود.
در دسامبر ۲۰۰۸، تسه در یک تصادف رانندگی در تقاطع وست هاربر دچار سانحه شد و پس از آزمایش میزان الکل، به دلیل رانندگی در حالت مستی دستگیر شد. در ۱۱ مارس ۲۰۰۹، او در دادگاه ایسترن ماگیستریسی مجرم شناخته شد و به شش هفته حبس با یک سال آزادی مشروط و ۹۵۰۰ دلار جریمه محکوم شد. گواهینامه رانندگی او نیز به مدت هجده ماه به حالت تعلیق درآمد.